# 120 battiti al minuto
120 battiti al minuto (120 battements par minute) è un film del 2017 scritto e diretto da Robin Campillo.
Il titolo fa riferimento ai 120 battiti al minuto della musica pop dei primi anni novanta, periodo storico in cui gli attivisti di Act Up-Paris, collettivo parigino, vogliono richiamare l'attenzione sui malati di AIDS contrastando una società convinta che ad ammalarsi potessero essere solo omosessuali e drogati.

## Trama
Nei primi anni novanta, mentre l'AIDS miete vittime da quasi dieci anni, gli attivisti di Act Up-Paris moltiplicano le azioni contro l'indifferenza generale. Un gruppo di attivisti irrompe in una conferenza sull'AIDS, lancia sangue finto sui partecipanti e ammanetta il relatore. Il giorno dopo, durante la riunione del gruppo, il nuovo membro Nathan, uno dei pochi che ha evitato il contagio, viene colpito dalla vitalità di Sean, un ragazzo che sta impegnando le sue ultime energie per le battaglie dell'associazione. Tra i due si instaurerà una relazione sempre più appassionata, nonostante i caratteri e le esperienze differenti.

## Produzione

### Sceneggiatura
Il regista Robin Campillo ha co-sceneggiato il film e ha dichiarato di essere stato un «militante dell'ACT UP negli anni novanta». Inoltre, una scena del film in particolare è basata su una sua esperienza, avendo Campillo affermato di aver «vestito un fidanzato sul letto di morte». Anche il co-sceneggiatore Philippe Mangeot era coinvolto nell'ACT UP.
In merito alla scelta di dirigere questo film, Campillo ha affermato: «Ho voluto raccontare questa storia perché sentivo che non era stato ancora fatto e occorreva farlo in un modo che ottenesse la massima visibilità, andando al di là della nostalgia. [...] Nel film è implicita la tristezza della perdita di persone che ammiravamo, che amavamo e con cui abbiamo passato tanti bei momenti. Ma io penso anche di più a quelli di noi che sono sopravvissuti e a quelli che ancora oggi combattono con la malattia.»

### Riprese
Le riprese del film hanno avuto inizio il 17 agosto 2016 a Parigi. Una piccola parte del film è stata girata nell'ex ospedale La Source a Orléans-la-Source, quartiere di Orléans, nel settembre 2016. Il 14 settembre la rue Parrot, nel XII arrondissement di Parigi (non lontano dalla stazione di Parigi Lione), è stata chiusa al traffico per permettere le riprese di scene con centinaia di comparse nel ruolo del gruppo degli attivisti di Act Up-Paris.
Il budget del film è stato di 5 milioni di dollari.

## Colonna sonora
Le musiche originali del film sono state composte da Arnaud Rebotini. Altri brani musicali inclusi nel film sono Smalltown Boy dei Bronski Beat e  What About This Love (Kenlou Mix) di Mr. Fingers.

## Distribuzione
Il film è stato presentato in anteprima e in concorso alla 70ª edizione del Festival di Cannes il 20 maggio 2017. In seguito è stato proiettato anche al Festival du film de Cabourg, al Festival cinematografico internazionale di Mosca, al New Zealand International Film Festival, al Toronto International Film Festival e al Festival internazionale del cinema di San Sebastián.
È stato distribuito nelle sale francesi il 23 agosto 2017. In Italia è uscito il 5 ottobre dello stesso anno, distribuito da Teodora Film. La commissione di censura del Ministero dei Beni e delle Attività Culturali e del Turismo ha imposto l'uscita del film nelle sale italiane con un divieto ai minori di 14 anni, suscitando critiche amareggiate da parte della casa di distribuzione e del regista Campillo.

## Riconoscimenti
- 2017 - Festival di Cannes
  - Grand Prix Speciale della Giuria[21]
  - Queer Palm[22]
  - Premio FIPRESCI[23]
  - Premio François Chalais

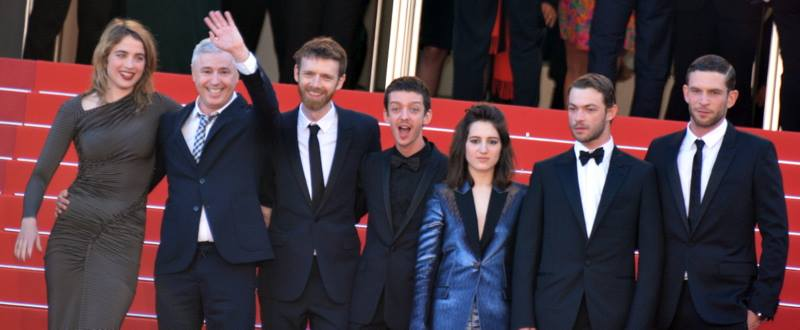
Il cast insieme al regista Robin Campillo (il secondo da sinistra) alla presentazione del film al Festival di Cannes 2017.

  - In competizione per la Palma d'oro
- 2017 - Festival du film de Cabourg[11]
  - Premio del pubblico
- 2017 - Festival internazionale del cinema di San Sebastián[15]
  - Premio Sebastiane
- 2017 - New York Film Critics Circle Awards[24]
  - Miglior film in lingua straniera
- 2017 - European Film Awards[25]
  - Miglior montaggio a Robin Campillo
  - Candidatura per il Miglior film
  - Candidatura per il Miglior attore a Nahuel Pérez Biscayart
- 2018 - Critics' Choice Awards[26]
  - Candidatura per il Miglior film straniero
- 2018 - Independent Spirit Awards[27]
  - Candidatura per il Miglior film straniero
- 2018 - Dorian Awards[28]
  - Film straniero dell'anno
  - Candidatura per il film dell'anno
  - Candidatura per il film a tematica LGBTQ dell'anno
  - Candidatura per il film più sottovalutato dell'anno
  - Candidatura per l'attore dell'anno a Nahuel Pérez Biscayart
- 2018 - Premio César[29]
  - Miglior film
  - Migliore attore non protagonista a Antoine Reinartz
  - Migliore promessa maschile a Nahuel Pérez Biscayart
  - Migliore sceneggiatura originale a Robin Campillo e Philippe Mangeot
  - Miglior montaggio a Robin Campillo
  - Migliore musica a Arnaud Rebotini
  - Candidatura per il Miglior regista a Robin Campillo
  - Candidatura per la Migliore attrice non protagonista a Adèle Haenel
  - Candidatura per la Migliore promessa maschile a Arnaud Valois
  - Candidatura per la Migliore fotografia a Jeanne Lapoirie
  - Candidatura per la Migliore scenografia a Emmanuelle Duplay
  - Candidatura per i Migliori costumi a Isabelle Pannetier
  - Candidatura per il Miglior sonoro a Julien Sicart
- 2018 - David di Donatello[30]
  - Candidatura per il Miglior film dell'Unione europea